# رود خوود
رود خوود (به لاتین: Khovd River) یک رود در مغولستان است که در استان بایان-اولگی واقع شده‌است.